# シャロンの屠殺者
『シャロンの屠殺者』（しゃろんのとさつしゃ、The Last Frontier）とは、1955年のアメリカ合衆国の西部劇映画。テクニカラー、シネマスコープで撮影。監督はアンソニー・マン、出演はヴィクター・マチュア、ガイ・マディソン、ロバート・プレストン、アン・バンクロフト他。南北戦争の最中、インディアンが多く居住する辺境の地で孤立した砦が舞台。
日本ではDVD発売時に『シャロン砦』（シャロンとりで）、テレビ放映時に『シャロン砦・インディアン大襲撃』（シャロンとりで インディアンだいしゅうげき）、またアメリカではテレビ放映時に『Savage Wilderness』にそれぞれ改題されている。

## ストーリー
毛皮目的の罠漁師ジェッド、ガス、マンゴーは非友好的なインディアンに持ち物を奪われた後、近くのシャロン砦でリォーダン大尉に斥候に雇われる。砦の指揮官はマーストン大佐。南北戦争初期のシャイローの戦いで1000人以上の部下を死なせた冷酷無比な司令官だった。ジェッドはマーストン大佐の妻コリーナに一目惚れする。そんな中、マーストン大佐は圧倒的に数の多いインディアン相手に無謀な戦いを仕掛けようとする。

## キャスト
※括弧内は日本語吹替（1971年7月10日、NET『土曜映画劇場』）
- ジェッド: ヴィクター・マチュア（内海賢二）
- リォーダン大尉: ガイ・マディソン
- マーストン大佐: ロバート・プレストン
- ガス: ジェームズ・ホイットモア
- コリーナ・マーストン: アン・バンクロフト
- クラーク大尉: ラッセル・コリンズ（英語版）
- デッカー曹長: ピーター・ホイットニー（英語版）
- マンゴー: パット・ホーガン（英語版）

## 製作
この映画は元々、原作小説『The Gilded Rooster』（1947年発表）のタイトルで映画化される予定だった。1953年にコロンビア映画が映画化権を買い取る。当初、主役にはマーロン・ブランドが検討されていた。しかし、最終的にはコロンビアと２本の出演契約にサインしたばかりのマチュアに変わった。
撮影は1955年1月に開始される予定だったが、マチュアが別の映画（『恐怖の土曜日』）に出ていたりしたことなどから延期され、1955年3月21日にメキシコでクランクインした。